# Lipotriches parca
Lipotriches parca là một loài Hymenoptera trong họ Halictidae. Loài này được Kohl mô tả khoa học năm 1906.